# Daniel Ferreira
Daniel Ferreira (San Vicente de Chucurí, 21 luglio 1981) è uno scrittore colombiano.

## Biografia
Nato a San Vicente de Chucurí, nella provincia montuosa di Santander, si è trasferito a Bogotà per studiare linguistica all'Università Nazionale della Colombia. È autore di numerosi romanzi pluripremiati come La balada de los bandoleros baladíes, Viaje al interior de una gota de sangre e Rebelión de los oficios inútiles.
Nel 2017 è stato inserito tra i Bogotà39, una selezione dei migliori giovani scrittori dell'America Latina.
Ha vinto nel 2010 il "Premio Latinoamericano de Primera Novela Sergio Galindo".